# Happy Jele
Happy Quinton Jele (Middelburg, 1º gennaio 1987) è un ex calciatore sudafricano, di ruolo difensore.

## Palmarès

### Club

#### Competizioni nazionali
- Campionato sudafricano: 2

Orlando Pirates: 2010-2011, 2011-2012
- Nedbank Cup: 2

Orlando Pirates: 2011, 2014
- Coppa di Lega sudafricana: 1

Orlando Pirates: 2011